# إتيان ارنو
إتيان ارنو (بالفرنسية: Étienne Arnaud)‏ (و. 1879 – 1955 م) هو كاتب سيناريو، ومخرج أفلام فرنسي، توفي في الدائرة التاسعة عشرة في باريس، عن عمر يناهز 76 عاماً.

## وصلات خارجية
- إتيان ارنو على موقع IMDb (الإنجليزية)
- إتيان ارنو على موقع ألو سيني (الفرنسية)
- إتيان ارنو على موقع أول موفي (الإنجليزية)
- إتيان ارنو على موقع قاعدة بيانات الفيلم (الإنجليزية)
- إتيان ارنو على موقع كينوبويسك (الروسية)